# Dokąd jedzie ten tramwaj?
Dokąd jedzie ten tramwaj? – zbiór uprzednio publikowanych opowiadań fantastyczno-naukowych autorstwa Janusza A. Zajdla, wydany przez wydawnictwo Książka i Wiedza w 1988 r. w serii „Biblioteka Fantastyki”.

## Spis utworów
- Feniks – poprzednio w zbiorze opowiadań Jad mantezji z 1965 roku oraz Feniks z 1981
- Bunt – poprzednio w zbiorze opowiadań Przejście przez lustro z 1975 roku
- Czwarty rodzaj równowagi – poprzednio w zbiorze opowiadań Przejście przez lustro z 1975 roku
- Skorpion – poprzednio w zbiorze opowiadań Przejście przez lustro z 1975 roku
- Tam i z powrotem – poprzednio w antologii pt. Kroki w nieznane, t. 3 z 1972 roku oraz w zbiorze opowiadań Przejście przez lustro z 1975 roku
- Sami – poprzednio w antologii pt. Kroki w nieznane, t. 3 z 1972 roku oraz w zbiorze opowiadań Przejście przez lustro z 1975 roku
- Dyżur – poprzednio w zbiorze opowiadań Przejście przez lustro z 1975 roku
- Ten piękny dzień – poprzednio w zbiorze opowiadań Iluzyt z 1976 roku
- 869113325 – poprzednio w antologii pt. Kroki w nieznane, t. 6 z 1975 roku oraz w zbiorze opowiadań Iluzyt z 1976 roku
- Nieingerencja – poprzednio w zbiorze opowiadań Iluzyt z 1976 roku
- Dokąd jedzie ten tramwaj? – poprzednio w zbiorze opowiadań Iluzyt z 1976 roku
- Relacja z pierwszej ręki – poprzednio w zbiorze opowiadań Ogon diabła z 1982 roku
- Woda życia – poprzednio w zbiorze opowiadań Ogon diabła z 1982 roku
- Stan spoczynku – poprzednio w zbiorze opowiadań Ogon diabła z 1982 roku
- Awaria – poprzednio w zbiorze opowiadań Ogon diabła z 1982 roku
- Psy Agenora – poprzednio w zbiorze opowiadań Ogon diabła z 1982 roku